# 3호 돌격포
3호 돌격포(독일어: Sturmgeschütz 슈트름게쉬츠[*])는 독일이 제2차 세계대전 중 생산한 돌격포이다. 적의 공격을 두터운 전면장갑으로 받아내면서 돌격해서 벙커등을 제거하는 자주직격포의 개념으로 개발되었다. 독일의 3호 전차의 차체를 기반으로 포탑 없이 장구경 75mm 포를 탑재하여, 대전차용으로 동부전선에서 T-34전차를 막아내는데 큰 활약을 했다.

## 역사
독일군이 배운 1차 세계대전의 전훈중 하나는 공세 도중 보병 부대가 요새화한 적과 효과적으로 교전할 수단이 부족했다는 것이었다. 진격하는 보병 부대를 도와 벙커, 토치카, 기타 장애물들에 대해 포를 직사할 방법이 전무했다. 이에 에리히 폰 만슈타인은 '돌격포병'이라는 개념을 창안하여 1937년 알케트 사가 3호 전차의 차체에 기반한 돌격포의 시제품을 생산해냈다. 1940년 프랑스전에는 시제품 A형이 두대 참전했다. 본래 보병의 근접 지원을 위해 고안되었기 때문에 초기의 돌격포는 초기의 4호 전차와 같은 24구경 75mm 포를 탑재하고 있었다. 독일군은 동부전선에서 장갑이 두터운 소련의 T-34/76와 KV-1 등과 접전하게 되자, 대전차전 전용으로 개발된 3호전차의 37mm 대전차포의 한계를 절실하게 느끼게 된다. 이때 3호 돌격포는 두터운 전면장갑으로 근거리까지 접근해서 T-34를 격파할 수 있는 몇 안되는 대전차 병기로 두각을 드러내게 되었다.
포탑이 없는 만큼 두터운 장갑을 장착할 수 있고, 포탑링의 사이즈와 관계없이 대형포를 장착할 수 있었다. A, B, C, D, E형까지는 75mm 24구경 포를 장착하였고, 1942년 봄에는 75mm 43구경, 가을에는 75mm 48구경으로 화력이 증대되었는데 48구경 형이 F/8형과 G형이다. 3호 전차 역시 50mm 대전차포로 포를 업그레이드 하게 되지만, 포탑의 링의 직경이 작아서 75mm 43 혹은 48구경까지는 탑재할 수 없었다. 3호 전차는 원래의 대전차용 전차로서의 목적을 상실하고 1943년 생산이 중지가 되었으나, 3호 전차의 차체는 3호 돌격포에 쓰여서 3호 돌격포가 대전차 용도로 전용되었다. 본래의 근접 지원 목적을 위해 개발되었던 3호 돌격포가 대전차 용도로 전환됨에 따라, 원래의 근접지원을 위해 10.5cm 경곡사포를 탑재한 돌격곡사포도 생산되었다. 1943년 말 연합군의 폭격으로 3호 돌격포의 생산에 지장이 생겨서 4호 돌격포의 생산이 시작되었고, 분간을 위해 '3호 돌격포'라는 이름을 얻었다. 전쟁이 끝날 때까지 3호 돌격포 9,408대, 돌격곡사포 1,211대가 생산되었다. 2차세계대전 동안 제일 많이 생산된 기갑차량 중 하나이다.

## 활약
3호 돌격포는 차체가 비교적 낮고 작아 위장에 용이한데 비해 4호 전차와 같은 화력을 가지고 있었고, 특히 비용 대 효과 면에서 매우 우수했기 때문에 대전차 전력으로서 효과적으로 운용되었다. 1944년 봄까지 약 20,000대의 소련 전차가 3호 돌격포에 의해 격파되었으며 독일의 동맹국에게도 다수가 공여되어 사용되었다. 핀란드의 경우, 1944년 59대의 3호 돌격포를 공여받아 87대의 소련 전차를 격파하면서 단 8대의 돌격포를 손실했다.

## 개량/파생형
3호 돌격포는 시제형 A부터 시작하여 B형~G형 까지의 개량을 거쳤으며 최종형인 G형이 가장 많이 생산되었다. 파생형으로는 돌격곡사포와 돌격보병포 33B가 있다.
- 0형 (시작기; 1937, 5대 제작) : 1937년 12월 당시 이미 두 대가 제1전차연대에 소속되었다. 0형은 양쪽에 8개의 바퀴가 장착되어있고, 무한궤도의 넓이는 360mm였다. 장갑은 강화처리되지 않은 연질의 14.5mm 철판을 이용했고, 짧은 24구경 7.5cm 포를 탑재하고 있었다. 연질의 철판을 쓴 시작차량은 실전에 쓰이지 않았지만, 훈련용으로 1941년까지 사용되었다.
- A형 (Sd.Kfz. 142; 1940년 1월- 1940년 5월, 30+20 대 생산) : 프랑스 침공에 쓰였던 A형은 3호 전차 F형의 차체를 써서 만들어졌고, 전면장갑은 50mm로 늘어났다. 다이믈러 벤츠가 처음의 30대를 제작했고, 추가로 20대는 알켓(Alkett)이라는 회사가 B형과 함께 제작했다. 알켓에서 제작된 20대는 B형의 제작숫자에 더해지는 경우가 많으나, 알켓의 공장에서 제작된 처음의 20대는 기계적으로 A형과 닮아있다. 이들은 3호 전차의 개조형으로 30mm 장갑에 20mm 장갑을 더해서 50mm두께를 만들었고, 3호 전차의 피난 햇치가 측면에 그대로 달려있다. 또한 알켓에서 제작된 처음의 20대는 A형과 같은 10단 변속기가 장착되어 있고, 트랙도 360mm이며, 리턴 롤러도 벤츠의 A형과 같은 위치에 있다.
- B형 (Sd.Kfz 142; 1940년 6월- 1941년 5월, 300대 생산) : 트랙 (무한궤도)가 380mm로 20mm 더 넓혀졌다. 바퀴 하나에 3개씩 붙어있는 고무 타이어도 각각 520x79mm에서 520x95mm 로 더 넓혀졌지만, 이전의 바퀴도 쓸 수 있었다. 문제가 많았던 10단 변속기는 좀 더 간단한 6단 변속기로 바뀌었다. 가장 앞쪽의 리턴 롤러는 좀 더 앞으로 옮겨져 무한궤도의 흔들림을 방지해 무한궤도가 빠지는 경우를 줄였다. B형 생산 중, 앞쪽의 구동 기어바퀴는 8개 둥근 구멍이 있는 것에서 6개 틈이 있는 것으로 바뀌었다. 새로운 구동 기어바퀴는 380mm 무한궤도 뿐만 아니라 400mm 무한궤도도 받아들일 수 있게 설계되었다. 하지만 380mm 무한궤도는 새로운 기어바퀴에만 한정되지는 않았다. 차량번호 90111은 구식 기어바퀴에 380mm 트랙을 장착하고 있었다. 추가로 20량은 3호 전차를 개량해서 제작한 것이지만, 위의 A형의 생산 숫자에 더해진다.
- C형 (Sd.Kfz 142; 1941년 4월, 50대 생산) : 운전수의 바이저 위에 위치된 포수의 관측창이 적의 포탄을 전투실로 유인하는 결과를 낳는 경우가 발견되어 전면을 향한 관측창이 제거되었다. 대신 지붕을 뚫어 포수의 잠망경이 위로 나올 수 있도록 했고, 후방의 아이들러 바퀴가 새로운 모양으로 바뀌었다.
- D형 (Sd.Kfz 142; 1941년 5월-9월, 150대 생산) C형과 다르지 않고, 생산계약을 150대 더 늘이면서 이전의 계약과 혼돈되지 않게 D형으로 불렸기 때문에 C형과 D형은 동등형으로 C/D로 함께 불리는 경우가 많다. 다만 D형부터는 인터콤이 탑재되었다.
- E형 (Sd.Kfz 142; 1941년 9월 - 1942년 2월, 284대 생산) : 무전기 탑재를 위해 상부 차체의 양쪽에 박스 모양의 장갑이 더해졌다. 내부공간이 늘어나면서 포탄이 6발 더 탑재 가능해져서 총 50발로 늘어났고, 내부에 기관총을 보관하게 되었다. 기관총은 MG34 1정과 7개의 드럼식 매거진을 전투실 우측에 보관해서 보병과 싸울 경우를 대비했다. 차장에게는 공식적으로 E형부터 SF14Z 가위모양의 잠망경 1쌍이 배급되지만 공식배급 이전부터도 포병이 관측용으로 쓰던 잠망경을 비공식적으로 사용했었다.
- F형 (Sd.Kfz 142/1; 1942년 3월-9월, 366 생산) : 3호 돌격포 처음으로 주포가 업그레이드 된 것이 F형이고 구경이 43구경으로 길어진 7.5cm StuK 40 L/43 포를 탑재했다. 새로운 포로 대장갑탄 Panzergranat-Patrone 39을 발포할 경우, 30도 각도로 기울어진 장갑판을 500m 거리에서 91mm 관통, 1km의 거리에서는 82mm, 1.5km에서는 72mm, 2km의 거리에서는 63mm를 관통했기에 F형부터는 일반 접전거리에서 소련의 경, 중 전차를 격파할 수 있는 능력을 얻게 되었다. 이로부터 3호 돌격포는 원래 목적인 보병지원 벙커파괴의 임무를 떠나 구축전차로서 변신하게 된다. 환기 팬이 지붕에 장착되어 발포 후의 탄약연기를 신속히 제거해서 지속적인 발포가 가능하게 했다. 1942년 6월부터는 30mm 장갑판이 원래의 50mm판에 더해져 전면장갑은 총 80mm로 늘어나게 된다. 또한 1942년 6월부터는 33.4cm 더 길어진 48구경 7.5cm StuK 40 L/48 대전차포를 탑재해서 대전차 파괴능력이 증가하게 된다. 구경이 늘어나면서 위의 Panzergranat-Patrone 39탄을 발포할 경우, 30도 각도로 기울어진 장갑판의 관통력도 500m에서 96mm, 1km에서 85mm, 1.5km에서 74mm, 2km에서 64mm로 늘어나게 되었다.
- F/8형 (Sd.Kfz 142/1; 1942년 9월-12월, 250대 생산) : 3호 전차 J/L형의 차체가 개량되어 차체의 후방의 장갑이 두터워졌다. 이것은 3호 전차의 8번째 차체이기 때문에 3호 돌격포의 F형 중에서 개량 차체를 보급받은 차량부터는 F/8으로 불렸다. 견인고리가 차체전면에 볼트로 장착된 이전의 차체와는 달리 견인을 위한 구멍은 양쪽 수직 장갑판이 전면장갑을 초과해서 튀어나와 있는 형식으로 변했다. 1942년 10월부터는 30mm 추가 장갑판은 생산을 가속시키기 위해 용접이 아니라 볼트로 장착되었다. F/8형부터 최후의 G형까지 48구경 7.5 cm StuK 40 L/48 포가 정식포로 채용되었지만, 두 겹인 포구제퇴기(Muzzle Brake, 머즐브레이크)가 부족해서 초기의 수십 대의 48구경포는 4호 전차 F2형과 동일한 구형 포구제퇴기를 장착하고 있었다.
- G형 (Sd.Kfz. 142/1; 1942년 12월– 1945년 4월, 7,720 생산, 173대는 3호 전차로부터 수리생산) : G형이 3호 돌격포의 가장 마지막 형이자 가장 대량으로 생산된 모델이다. G형은 3호 전차의 M형과 동등한 차체를 썼다. 상부차체는 넓혀지면서, 양쪽의 박스 모양의 장갑은 모습을 감추게 된다. 넓혀진 상체는 높이도 높아져 전체 차고가 2,160mm로 높아졌다. 상부차체의 후면은 수직으로 바뀌고, 지붕의 환기팬은 후면으로 위치가 바뀌게 되었다. 1943년 3월부터는 운전병의 잠망경이 없어지게 되어 전면 장갑에 잠망경 관측 구멍이 제거되어 생산성과 방탄능력을 높이게 되지만, 운전병은 운전중 방탄유리에 의지할 수 밖에 없게 된다. 1943년 5월부터는 양쪽 측면에 방탄 스커트 (쉬르첸)이 더해져 대전차 소총 등으로부터의 위협을 줄이고 성형작약탄의 위협도 줄였다. 1943년 6월의 쿠르스크 (작전명:치타델레)에 앞서 측면 추가장갑은 이전에 생산된 모델에도 더해지게 되지만, 설치 방법이 약해 작전중 분실되는 경우가 많아, 1944년 3월부터는 개량된 방법으로 장착되고, 이후에는 측면장갑이 분실되는 경우가 적게 되었다. 또한 43년 5월부터는 처음부터 80mm 전면장갑을 사용해서 50mm에 30mm 장갑판을 더할 필요가 없어지지만, 50mm장갑으로 이미 제작된 차체가 아직 완성되지 않은 경우가 많아 그러한 차체가 공장에서 모두 완성된 10월까지는 30mm 장갑을 용접하거나 볼트로 장착하는 방식의 제작은 끝나지 않았다.

차장을 위한 잠망경이 달린 회전식 큐폴라가 G형부터 장착되었으나, 1943년 9월 미군의 슈바인프루트 볼베어링 공장 폭격으로 인해 볼베어링의 부족으로 큐폴라는 일시적으로 용접되게 되었지만 1944년 8월부터는 다시 회전식으로 설치되었다. 1943년 10월부터는 돌격포 공장 한 곳부터 큐폴라 전면과 측면에 피탄판이 더해지고, 1944년 2월부터는 모든 공장에서 피탄판이 더해졌지만, 피탄판이 없는 구식차량은 여분 캐터필러를 큐폴라에 둘러 큐폴라를 보호했다.
1942년 12월부터는 사각형의 기관총 방패가 장전수 햇치 앞에 장착되어서 처음으로 기관총이 "장착"되었다고 할 수 있다. G형 이전의 F/8형도 1943년 초부터는 기관총 방패를 장착하기 시작했다. 1944년 4월에는 잠망경을 이용해 전투실 내에서 발포할 수 있도록 해서 27대가 동부전선에서 야전실험을 했고, 전차병들의 긍정적인 반응으로 1944년 여름부터 생산된 G형은 이러한 "리모콘" 방식의 기관총을 장착한다.
1943년 11월부터는 톱블렌데(화분모양의 포 방패 - 전쟁 후에는 돼지머리 포 방패로도 불림)가 기관총 구멍없이 설치된다. 주조방식으로 만들어진 포 방패는 두께 45-50mm에 불과했던 이전의 사각형 모양의 포 방패보다 둥그런 모양이기 때문에 피탄력이 우수했으나 큰 주조물을 제조하는데는 한계가 있어서 전쟁이 끝날 때까지도 사각형의 포방패는 제작되었다. 주포와 같은 방향을 향하는 동축 기관총은 사각형 포 방패에 구멍을 뚫는 방식으로 1944년 6월부터 시작되어서 1944년 10월부터는 이미 제조되고 있던 주조방식의 톱블렌데에도 기관총혈이 더해지게 되었다. 동축기관총이 더해지면서 1944년 가을부터 3호 돌격포는 기관총을 2문 탑재하게 되고, 이전에 생산된 기종도 일부는 사각형의 포 방패에 기관총혈을 뚫어서 동축기관총을 더하게 되었지만, 1943년 11월부터 1944년 10월까지 생산된 주조식 포 방패에는 동축기관총을 더할 수 없었다. 또한 1943년 11월부터는 고무 부족으로 금속 리턴롤러가 사용되었다. 자석을 이용한 대전차 무기를 막기 위한 찌메리트 코팅은 1943년 9월부터 1944년 9월까지 1년간밖에 사용되지 않았다.
- StuH 42 (Sturmhaubitze 42, Sd.Kfz 142/2, 1942년 10월부터 1945년까지 1211대 생산) : StuH 42는 3호 돌격포 F와 G형이 대전차 목적으로 사용됨에 따라서 특별히 보병지원을 위해 만들어졌다. StuH 42는 대전차 능력보다 살상, 충격효과가 큰 10.5cm leFH 18 곡사포를 개조 탑재했고, F형, F/8형, G형의 차체를 이용했다. 전쟁 후반기 물자가 모자람에 따라 후기의 차체들은 포구제동기가 장치되지 않은 경우도 많았다.

- 화염방사기 파생형 : 1943년 10기가 화염방사기를 장착했으나, 전투에 참가한 기록은 없고, 1944년에는 G형 스펙으로 되돌아온 기록이 있다.

- StuG 33B형 : 1941년 후반기에 15cm sIG 33 야전포를 탑재한 파생형. 24대가 3호 전차 차체에 사각형 상부장갑을 입힌 후, 15cm 야전포를 탑재했다. 그 중 12대는 스탈린그라드 전투에 참가했지만 모두 손실되었고, 남은 12대는 제23기갑사단에 배치되었다.

- 4호 돌격포 : 파생형이라기 보다는 보충형에 가깝다. 1943년 11월, 주 생산업체였던 알켓이 폭격당하면서 3호 돌격포의 생산에 차질이 생겨, 4호 전차를 생산하는 크루프라는 업체에서 4호 전차 차체에 3호 돌격포의 상부를 붙여 4호 돌격포를 생산한다. 폭격당한 한달 후인 1943년 12월 중순에는 히틀러에게 시작차량을 선보이고 1944년 1월부터 생산이 시작되었다. 종전된 1945년 5월까지 1108대가 생산되었고, 그 중 31대는 실전에서 일부 파손된 4호 전차의 차체를 이용해서 개조 생산되었다.

## 같이 보기
- 4호 돌격포
- 6호 전차 티거
- M4 셔먼